# Знаки кантилляции в еврейском письме

Тивериадская огласовка стиха ;
чёрным цветом написаны еврейские буквы,
красным — огласовка,
синим — кантилляция

Зна́ки кантилля́ции в евре́йском письме́ (мн. ч. ивр. טעמים‎ теами́м, от ед. ч. טעם‎ — «вкус; смысл») — система интонационных знаков, применявшихся масоретами Тверии в VI—VII веках для сохранения правильного пения Танаха — древнееврейского текста Ветхого Завета.

## Таблица
| Знаки кантилляции (тааме́й ха-микра) («о» условно представляет здесь букву вообще) | Знаки кантилляции (тааме́й ха-микра) («о» условно представляет здесь букву вообще) | Знаки кантилляции (тааме́й ха-микра) («о» условно представляет здесь букву вообще) | Знаки кантилляции (тааме́й ха-микра) («о» условно представляет здесь букву вообще)             | Знаки кантилляции (тааме́й ха-микра) («о» условно представляет здесь букву вообще)                 |
| Классы разделительных акцентов                                                    | Знаки                                                                             | Знаки                                                                             | Название                                                                                      | Синтаксическая роль                                                                               |
| --------------------------------------------------------------------------------- | --------------------------------------------------------------------------------- | --------------------------------------------------------------------------------- | --------------------------------------------------------------------------------------------- | ------------------------------------------------------------------------------------------------- |
| Классы разделительных акцентов                                                    | В книгах ЭМеТ                                                                     | В ост. 21 кн. Библии                                                              | Название                                                                                      | Синтаксическая роль                                                                               |
| 1                                                                                 | סִ                                                                                 | סִ                                                                                 | Силлук ве-соф пасук                                                                           | Конец стиха — перед знаком                                                                        |
| 2                                                                                 | ס֑                                                                                 | ס֑                                                                                 | Этнах (этнахта)                                                                               | Конец полустишия или (в случае деления стиха на три части) — второй (реже — и первой) трети стиха |
| 3                                                                                 |                                                                                   | ס֒                                                                                 | Сеггол (сгулта)                                                                               | Конец первой трети стиха                                                                          |
| 3                                                                                 |                                                                                   | ס֜                                                                                 | Шалшелет                                                                                      | Конец первой трети стиха                                                                          |
| 3                                                                                 |                                                                                   | ֥ס֫                                                                                 | Оле-ве-иоред                                                                                  | Конец первой трети стиха                                                                          |
| 4                                                                                 |                                                                                   | ס֘                                                                                 | Зарка (циннор)                                                                                | Делит надвое первую треть стиха (имеющую знак сеггол)                                             |
| 4                                                                                 |                                                                                   | ׂס֜                                                                                 | Ревиа муграш (салек: каттеф ямин у-меюшшав)                                                   | Делит надвое последнее полустишие или последнюю треть стиха                                       |
| 4                                                                                 |                                                                                   | ס֔                                                                                 | Закеф катан                                                                                   | Делит надвое каждое полустишие или вторую и последнюю трети стиха                                 |
| 4                                                                                 |                                                                                   | ס֕                                                                                 | Закеф годон                                                                                   | Делит надвое каждое полустишие или вторую и последнюю трети стиха                                 |
| 4                                                                                 |                                                                                   | סׁ                                                                                 | Ревиа (ревии)                                                                                 | Делит надвое каждое полустишие или вторую и последнюю трети стиха                                 |
| 4                                                                                 | סׁ                                                                                 |                                                                                   | Ревиа (ревии)                                                                                 | Делит надвое первое полустишие или первую и вторую трети стиха                                    |
| 4                                                                                 | ס֘                                                                                 |                                                                                   | Зарка (циннор)                                                                                | Делит надвое первое полустишие или первую и вторую трети стиха                                    |
| 5                                                                                 |                                                                                   | ס֜                                                                                 | Пашта                                                                                         | Делит надвое группу слов, имеющую знак закеф (катан или гадол)                                    |
| 5                                                                                 |                                                                                   | ס֚                                                                                 | Иетив (шофар мукдам)                                                                          | Делит надвое группу слов, имеющую знак закеф (катан или гадол)                                    |
| 5                                                                                 |                                                                                   | ס׀                                                                                | Ле-гармеֿх (пасек)                                                                             | Делит надвое группу слов, имеющую знак ревиа                                                      |
| 5                                                                                 |                                                                                   | ס֠                                                                                 | Тлиша гдола (талша ямин)                                                                      | Делит надвое группу слов, имеющую знак закеф (катан или гадол) или ревия                          |
| 5                                                                                 |                                                                                   | ס֟                                                                                 | Карней-пара (пазер гадол)                                                                     | Делит надвое группу слов, имеющую знак закеф (катан или гадол) или ревия                          |
| 5                                                                                 |                                                                                   | ס֜                                                                                 | Пазер (пазер катан)                                                                           | Делит надвое группу слов, имеющую знак закеф (катан или гадол) или ревия                          |
| 5                                                                                 |                                                                                   | ס֝                                                                                 | Азла (гереш, гриш)                                                                            | Делит надвое группу слов, имеющую знак закеф (катан или гадол) или ревия                          |
| 5                                                                                 |                                                                                   | ס֞                                                                                 | Гершаим (шней гришин)                                                                         | Делит надвое группу слов, имеющую знак закеф (катан или гадол) или ревия                          |
| 5                                                                                 | ס֜                                                                                 |                                                                                   | Пазер (мариш)                                                                                 | Делит надвое группу слов, имеющую знак зарка                                                      |
| 5                                                                                 |                                                                                   | ס֖                                                                                 | Типха (тарха)                                                                                 | Делит надвое группу слов, последнюю в полустишии или стихе                                        |
| 6                                                                                 |                                                                                   | סִ                                                                                 | Твир                                                                                          | Указывает на последнее значимое слово в подгруппе слов, имеющей знак типха                        |
| 6                                                                                 | ס֜                                                                                 |                                                                                   | Шалшелет гдола (марид)                                                                        | Означает небольшую паузу в последнем полустишии или последней трети стиха                         |
| 6                                                                                 | ס֭                                                                                 |                                                                                   | Дхи                                                                                           | Означает небольшие паузы в первом полустишии или в отрывке, имеющем знак ревиа муграш             |
| 6                                                                                 | ס׀                                                                                |                                                                                   | Ле-гармеֿх                                                                                     | Означает небольшие паузы в первом полустишии или в отрывке, имеющем знак ревиа муграш             |
| Соединительные («служебные») акценты                                              | Соединительные («служебные») акценты                                              | Соединительные («служебные») акценты                                              | Соединительные («служебные») акценты                                                          | Каждый из них состоит в слове, тесно связанном со следующим за ним                                |
|                                                                                   |                                                                                   |                                                                                   |                                                                                               | Если во втором слове знак :                                                                       |
|                                                                                   |                                                                                   | ס֢                                                                                 | Яреах-бен-иомо (галгал)                                                                       | карней-пара                                                                                       |
|                                                                                   | ס֦                                                                                 | Мерха кфула                                                                       | типха                                                                                         |                                                                                                   |
|                                                                                   | ס֥                                                                                 | Мерха                                                                             | силлук ве-соф, пасук, этнах, типха, твир                                                      |                                                                                                   |
|                                                                                   | ס֤                                                                                 | Маֿхпах (шофар ֿхафух)                                                              | пашта                                                                                         |                                                                                                   |
|                                                                                   | סִ                                                                                 | Мунах (шофар ֿхолех)                                                               | этнах, зарка, закеф катан, ревиа, ле-гармеֿх, паэер, тлиша гдола, гершаим; мунах, тлиша ктанна |                                                                                                   |
|                                                                                   | ס֦                                                                                 | Дарга''                                                                           | твир, мунах (перед ревиа)                                                                     |                                                                                                   |
|                                                                                   | ס֜                                                                                 | Кадма (азла)                                                                      | азла; дарга, мунах, маֿхпах, мерха                                                             |                                                                                                   |
|                                                                                   | סֹ                                                                                 | Тлиша ктанна (талша смол)                                                         | кадма                                                                                         |                                                                                                   |
| ס֥                                                                                 |                                                                                   | Мерха                                                                             | зарка, ревиа, ревиа муграш, этнах, силлук ве-соф-пасук, мунах, дхи, оле-ве-иоред              |                                                                                                   |
| ס֬                                                                                 |                                                                                   | Иллуй                                                                             | ревиа, кадма                                                                                  |                                                                                                   |
| ס֣                                                                                 |                                                                                   | Мунах                                                                             | дхи, силлук ве-соф-пасук, этнах, мунах, ревиа муграш, зарка                                   |                                                                                                   |
| ס֖                                                                                 |                                                                                   | Типха (Тарха)                                                                     | мунах, мерха                                                                                  |                                                                                                   |
| ס֪                                                                                 |                                                                                   | Яреах-бен-йомо (галгал)                                                           | оле ве-йоред, пазер                                                                           |                                                                                                   |
| ס֤                                                                                 |                                                                                   | Маֿхпах (шофар хафух)                                                              | яреах-бен-иомо, мунах, мерха, кадма, ревиа, иллуй                                             |                                                                                                   |
| ס֜                                                                                 |                                                                                   | Кадма (азла)                                                                      | иллуй, зарка, ревиа, маֿхпах, пазер, мерха                                                     |                                                                                                   |